# Mitsubishi Kinsei
El Mitsubishi Kinsei (Japonés: 金星 "Venus") fue un motor de aviación radial de 14 cilindros en doble estrella enfriado por aire, desarrollado en Japón para la Armada Imperial Japonesa, siendo adoptado posteriormente por el Ejército Japonés como el Ha-112, usado en la Segunda Guerra Mundial.

## Variantes
- -3 - 910 hp
- -41 - 1.075 hp
- -42 - 1.075 hp
- -43 - 1.000 hp, 1.080 hp
- -44 - 1.000 hp, 1.075 hp
- -45 - 1.075 hp
- -46 - 1.070 hp
- -48 - 1.080 hp
- -51 - 1.300 hp
- -53 - 1.300 hp
- -54 - 1.200 hp, 1.300 hp
- -62 - 1.560 hp

## Aplicaciones
- Aichi D3A
- Aichi E13A
- Aichi E16A
- Douglas L2D2-L2D5
- Kawanishi H6K
- Kawasaki Ki-100
- Kawasaki Ki-102
- Mitsubishi A6M8
- Mitsubishi B5M
- Mitsubishi G3M
- Mitsubishi Ki-46
- Yokosuka D4Y3-D4Y4

## Especificaciones (Kinsei)
Fuente: Jane
- Tipo: motor radial de 14 cilindros en doble estrella enfriado por aire
- Diámetro: 140 mm
- Carrera: 150 mm
- Cilindrada: 32,3 l
- Largo del motor: 1.646 mm
- Diámetro: 1.218 mm
- Peso: 545 kg
- Válvulas: a la cabeza, una de escape y una de admisión, operadas por botadores
- Compresor: Centrífugo, una velocidad
- Lubricación: Bomba de tres secciones, una bomba de presión y dos de barrido
- Refrigeración: enfriado por aire
- Potencia: 1.075 hp a 2.500 rpm a 2.000 m
- Compresión: 6,6:1
- Potencia/cilindrada: 34 hp/l (24,8 kW/l)
- Potencia/peso: 1,98 hp/kg (1,5 kW/kg)
- Reducción: Engranaje planetario, relación 0,7:1.